# Joseph Benjamin
Joseph Benjamin (Benue, 9 de noviembre de 1976) es un actor, presentador y modelo nigeriano, reconocido principalmente por conducir el programa Project Fame y por sus papeles protagónicos en las películas Tango With Me, Mr. and Mrs. y Murder at Prime Suites. Ganó el premio al mejor actor africano del año 2012 en los African Film Awards y por su papel en Married but Living Single obtuvo el galardón en la categoría de mejor actor protagónico en los Best of Nollywood Awards y los Nollywood Movies Awards del mismo año.

## Filmografía

### Cine
| Año  | Título                    | Papel     | Notas                                               |
| ---- | ------------------------- | --------- | --------------------------------------------------- |
| 1995 | Cross Roads               |           |                                                     |
| 2003 | Deadly Misson             | Dotun     |                                                     |
| 2009 | Jungle Ride               | Akin      |                                                     |
| 2009 | Spellbound                |           |                                                     |
| 2010 | Kiss and Tell             | Iyke      | con Monalisa Chinda, Desmond Elliot & Nse Ikpe Etim |
| 2010 | Kidnap                    |           |                                                     |
| 2010 | Tango with Me             |           |                                                     |
| 2011 | Mr. and Mrs.              | Ken Abbah | con Nse Ikpe Etim & Barbara Soky                    |
| 2011 | Courier                   |           |                                                     |
| 2012 | Married but Living Single | Mike      | con Funke Akindele & Joke Silva                     |
| 2012 | Stripped                  |           |                                                     |
| 2012 | Torn                      |           |                                                     |
| 2012 | Unfair                    |           |                                                     |
| 2012 | Darkside                  |           |                                                     |
| 2012 | Faith                     |           |                                                     |
| 2012 | Contract                  |           |                                                     |
| 2013 | Murder at Prime Suites    |           |                                                     |
| 2013 | First Cut                 |           | con Lisa Omorodion y Monalisa Chinda                |
| 2014 | Mum, Dad, meet Sam        |           |                                                     |
| 2014 | Few good Men              |           |                                                     |
| 2014 | Blind Promise             |           |                                                     |
| 2014 | Secret Box                |           |                                                     |
| 2014 | Iyore                     |           |                                                     |
| 2014 | Folly                     |           |                                                     |
| 2014 | A Few Good Men            | Wale      |                                                     |
| 2015 | The Grave Dust            | Jordan    | con Ramsey Nouah & Joke Silva                       |
| 2015 | Omoge Ofege               |           | con Femi Adebayo & Ireti Osayemi                    |
| 2016 | Rebecca                   | Clifford  |                                                     |
| 2017 | Isoken                    | Osaze     |                                                     |
| 2017 | Affairs of the Heart      | Eric      |                                                     |
| 2020 | Special Jollof            |           |                                                     |

### Televisión
| Año       | Título                      | Papel     | Notas |
| --------- | --------------------------- | --------- | ----- |
| 1995      | Cross Roads                 |           |       |
| 2003      | Deadly Mission              |           |       |
| 2005      | Just Me                     |           |       |
| 2005      | Travails of Faith           |           |       |
| 2005-2006 | Edge of Paradise            |           |       |
| 2005-2006 | Young, Single and free      |           |       |
| 2007      | Bachelors                   |           |       |
| 2007      | 168 A love Story            |           |       |
| 2008-2013 | Tinsel                      |           |       |
| 2015      | Desperate Housewives Africa | Chuka Obi |       |